# INS Vikramaditya
Баку — радянський, а потім російський авіаносний крейсер проєкту 1143.4 (шифр «Кречет», англ. Modified Kiev class за класифікацією НАТО), побудований на Чорноморському суднобудівному заводі в Миколаєві. Входив до складу Північного флоту. 4 жовтня 1990 року наказом міністра оборони СРСР перейменований на «Адмірал флоту Радянського Союзу Горшков». 24 січня 2004 року проданий Індії, де після капітального ремонту і модернізації був перекласифікований у авіаносець і отримав назву «Вікрамадітья» (INS Vikramaditya).

## Проєктування. Характеристика проєкту
Авіаносний крейсер «Баку» проєкту 1143.4 став подальшим продовженням проєкту 1143. Після призначення Д. Ф. Устинова міністром оборони СРСР було прийняте рішення будувати на базі корпусу проєкту 1143 модернізований авіаносний крейсер проєкту 1143.4 з удосконаленим радіоелектронним озброєнням, головним призначенням якого було забезпечення корабельного базування надзвукових літаків з вертикальним зльотом і посадкою Як-141. Корабель проєктувався Невським ПКБ, головний конструктор — В. Ф. Анікієв.
«Баку» проєктувався практично в тому ж корпусі, що й тавкр «Новоросійськ» та його попередники та мав однотипну з ними енергетичну установку. Для покращення зльоту й посадки, а також технічного обслуговування літаків і вертольотів, була дещо зменшена довжина і змінена форма надбудови, що дозволило збільшити площу польотної палуби на 600 м². Це дозволило облаштувати три додаткові технічні позиції для обслуговування літальних апаратів. По правому борті від корми до надбудови ширина польотної палуби була збільшена на 3,7 м, що також покращило розташування літальних апаратів на техпозиціях. В результаті конструктивних змін загальна площа польотної палуби зросла до 6200 м². На «Баку» вперше на кораблях проєкту був виконаний конструктивний протиракетний захист погребів боєзапасу, ангара і сховищ авіаційного пального. Сумарна вага броньованого захисту склала близько 1700 тонн. В результаті, при тих же головних розмірах, що й «Київ» повний тоннаж корабля склав 44 490 тонн. Загальна кількість внутрішніх приміщень корабля склала 2458.
На «Баку» було встановлено 12 дослідних і чотири головних зразків озброєння і обладнання. В порівнянні з першими трьома кораблями проєкту, на кораблі був значно посилений склад озброєння: кількість пускових установок головного ударного комплексу П-500 «Базальт» збільшена з 4×2 до 6×2, замість 2×2 76-мм АУ АК-726 встановлені дві артустановки АК-100 калібру 100 мм, протичовнове озброєння — замість 2×12 РБУ-6000 встановлені 2×10 РБУ-12000 з дальністю стрільби до 12 кілометрів, зенітне ракетно-артилерійське поповнилося 4×6 ПУ ЗРК «Кинжал» і 4×2 ЗРАК «Кортик» замість УЗРК «Шторм» і ЗРК «Оса-М». Зміни в складі радіоелектронного озброєння включали: замість РЛС «Восход» і «Фрегат» встановлені дослідні зразки РЛС дальнього виявлення «Марс-Пасат» і «Фрегат-М» з фазованими антенними решітками, розроблені київським НДІ «Квант», замість БІУС «Алея-К» встановлено бойову інформаційно-керуючу систему «лісоруб-434», встановлено також пункт наведення винищувальної авіації «Газон», призначений для наведення на повітряні цілі літаків Як-41, інші засоби виявлення, розвідки і РЕБ. Кількість тільки зв'язних антен корабля сягнула 80 одиниць.

## В складі ВМФ СРСР і Російської Федерації

### Будівництво і випробування
Четвертий за рахунком радянський важкий авіаносний крейсер «Баку» (заводський номер С-104) був закладений на стапелі «0» Чорноморського суднобудівного заводу 26 грудня 1978 року.
Головним будівником і головним відповідальним здавачем корабля був призначений В. М. Корчагін. Заступником головного будівника з озброєння — І. С. Мельницький, заступником з механічної частини — Сидорнеко В. А. Старші будівники і відповідальні здавачі з корпусу А. А. Малахов, Л. Л. Татіровський; з пристроїв — О. О. Тистол; з обладнання — В. Ф. Бабак; з головної енергетичної установки — С. Г. Спицин, Л. В. Чамара, з систем — А. А. Сапко, В. Е. Шавокшин; з вентиляції — Г. Г. Гущин; з холодильного обладнання — О. В. Козленко, В. Р. Орлов; з електрочастини — М. Я. Сяпин, Л. А. Майстренко; з радіоелектронного озброєння — Ж. В. Сербін; з ракетно-артилерійського — Б. М. Левін, О. Г. Школенко; протичовнового — Г. В. Соколов; авіаційно-технічних засобів — В. М. Ковальов; Старший будівник і завач від підприємства «Ера» — С. І. Білостоцький. Провідний воєнпред В. І. Толстих (з 1984 року — С. Г. Остапчук).
Весь корпус корабля при будівництві був розбитий на 10 районів, робота почалася з першого (закладного) району, що включав машинне відділення, а далі йшла одночасно в декількох напрямках — в ніс і корму. Збірка здійснювалася з заздалегідь готових секцій, маса яких не перевищувала 150 тонн.
В жовтні 1981 року на крейсер була встановлена зібрана на передстапельному майданчику надбудова масою 1000 тонн. У лютому 1982 року — проведено монтаж блоків спонсону. Спуск корабля на воду відбувся 31 березня 1982 року, після чого «Баку» добудовувався на плаву. Через постійні зриви поставок нового обладнання, а також зміни у проєкті в ході будівництва, добудова корабля затягнулася до 1986 року. Швартовні випробування «Баку» розпочалися лише 2 червня 1986. 23 вересня на крейсер заселився екіпаж. 1 грудня були завершені швартовні випробування і 4 грудня корабель вирушив до Севастополя для докування перед державними випробуваннями. Ходові випробування розпочались 9 січня 1987 року. Після їх закінчення на передню кромку спонсону був встановлений обтічник, крім того на кораблі було змонтовано пристрій компенсації повітряних потоків над польотною палубою.
Державні випробування, які проводились з 21 квітня, здійснювала комісія очолювана першим заступником командувача Північним флотом віце-адміралом В. С. Кругляковим. В ході випробувань, зокрема, були проведені стрільби головним ударним комплексом (використовувалися макети ракет, було здійснено три пуски, в тому числі один залпом з двох ракет). 8 липня з палуби корабля здійснив перший зліт методом короткого розбігу штурмовик Як-38М. 11 грудня 1987 року за результатами випробувань був підписаний приймальний акт — «Баку» був зарахований до складу ВМФ СРСР, а 20 грудня на кораблі був піднятий військово-морський прапор.

### Експлуатація
27 квітня 1988 року «Баку» був зарахований до складу сил постійної готовності, наприкінці травня почалася підготовка до його переходу на Північ. Була укомплектована авіагрупа корабля, яка включила 12 штурмовиків Як-38М, 2 навчально-бойових Як-38У, 16 протичовнових гелікоптерів Ка-27ПЛ, 2 пошуково-рятувальних Ка-25ПС і 2 вертольоти цілевказання Ка-25ДЦ (пізніше їх замінили пошуково-рятувальними Ка-27ПС). Перехід до місця постійного базування було вирішено поєднати з першої бойовою службою. 7 червня «Баку» вийшов з Севастопольської бухти. У ході бойової служби в Середземному морі він, зокрема, здійснював спостереження за американським атомним авіаносцем «Дуайт Ейзенхауер». З різних причин під час бойової служби корабля були втрачені два літальних апарати — Як-38У та Ка-27ПЛ (відповідно, 12 липня і 11 серпня). 17 грудня «Баку» прибув до Сєвєроморська і був включений до складу 170-ї бригади протичовнових кораблів.
Надалі корабель більше не ходив на далекі бойові служби, виходив тільки в Біле та Баренцеве моря. 1989 року «Баку» тричі брав участь у відпрацюванні забезпечення висадки морського десанту, корабельні штурмовики здійснили 171 політ, а гелікоптери — 1142. 4 жовтня 1990 року наказом міністра оборони СРСР корабель перейменований на «Адмірал флоту Радянського Союзу Горшков» на честь головнокомандувача ВМФ СРСР в 1956—1985 роках Сергія Георгійовича Горшкова. За 1990 рік з корабля було здійснено 47 польотів літаків і 1211 польотів вертольотів.
Після розпаду СРСР інтенсивність бойової підготовки стала падати, що було обумовлено також зняттям з озброєння штурмовиків Як-38. За 1991 рік палубними вертольотами було здійснено 417 польотів. У вересні-жовтні 1991 року на борту крейсера пройшов корабельний етап випробувань нового палубного винищувача вертикального зльоту й посадки Як-141, який в перспективі мав замінити Як-38 в ролі основного палубного літака. 26 вересня обидва льотних зразка по черзі здійснили посадку на палубу «Горшкова», а 30 вересня — перший зліт. 5 жовтня сталася аварія, яка призвела до втрати одного літака, після чого випробування припинили і вже більше не відновлювали.
3 лютого 1992 року корабель поставили в ремонт на СРЗ-35 в Роста (Мурманськ). 26 липня прапор ВМФ СРСР на ньому був змінений на Андріївський. 2 лютого 1994 року «Адмірал Горшков» стоячи в заводі, постраждав від пожежі, а 7 лютого на ньому внаслідок аварії паропроводу загинули 6 людей. Після цього корабель перевели в Росляково. У тому ж році розпочалися переговори про продаж «Горшкова» Індії, які завершилися лише у 2004 році.

## Авіаносець ВМС Індії «Вікрамадітья»

### Продаж та переобладнання
В 1994 році почалися переговори про продаж «Адмірала Горшкова» Індії, однак остаточне рішення про продаж корабля було прийняте у 2003 році, після відвідання Індії президентом РФ Володимиром Путіним. В січні 2004 року, в ході візиту в Індію міністра оборони Росії Сергія Іванова був підписаний пакет контрактів щодо ремонту і переоснащення корабля в авіаносець ВМС Індії: підписана 29 січня 2004 року угода передбачала виділення 974 млн доларів на відновлення та модернізацію «Адмірала Горшкова» і ще 530 млн доларів на поставку 16 винищувачів МіГ-29К та морських протичовнових вертольотів Ка-31 і Ка-27. Корабель мали передати замовнику наприкінці 2004 року. У липні 1999 року «Горшкова» відбуксирували до Северодвінська на ВО «Севмаш» для проходження ремонту і модернізації на замовлення індійських ВМС.
Терміни здачі корабля неодноразово переносились. У листопаді 2007 року російська сторона підняла питання про недооцінку обсягу робіт. У грудні 2008 року, після візиту президента РФ Дмитра Медведєва до Індії, комітет індійського уряду з безпеки схвалив початок переговорів про нову ціну модернізації крейсера. Врешті вартість контракту лише по модернізації сягнула 2,3 млрд доларів США, а термін передачі затягнувся до кінця 2013 року. Модернізований авіаносець, який отримав назву INS Vikramaditya (санскр. विक्रमादित्य), офіційно прийнятий до складу ВМС Індії 16 листопада 2013 року і 26 листопада того ж року розпочав перехід в Індійський океан.
7 січня 2014 року авіаносець прибув у порт приписки Карвар, штат Карнатака на південному заході Індії. На переході морем корабель супроводжувало 175 російських моряків, у тому числі 75 представників гарантійної групи.

### Зміни в проєкті після модернізації
Після модернізації і реконструкції корабель змінив своє призначення — замість авіаносного протичовнового крейсера корабель став повноцінним легким авіаносцем.
У процесі перебудови корпусу корабля на ньому було замінено більшість елементів вище ватерлінії, замінені котли енергетичної установки, прибрано все озброєння та встановлено нове, виключно зенітне.
Для спорудження трампліну в носовій частині корабля з нього зняли протикорабельний ракетний комплекс «Базальт» разом з антенним постом управління ракетною зброєю «Аргон», дві 100-мм артилерійські установки АК-100, РБУ-1200 і ЗРК «Кинжал». Демонтований протичовновий гідроакустичний комплекс «Поліном». Зменшені розміри надбудови, демонтовані усі надпалубні конструкції в носовій частині аж до ходової рубки.
Реконструкція дозволила збільшити площу польотної палуби, довжина якої склала 274 метри. На ній обладнана 195-ти метрова злітна смуга з 14-ти градусним трампліном і двома стартовими позиціями для літаків. Посадкова смуга на кутовій ділянці палуби довжиною 198 метрів і шириною 24 метри обладнана трьома тросовими аерофінішерами. За надбудовою в кормі встановлено башту з антенами радіозв'язку.
Перебудові також був підданий ангар, розміри якого 130×22,5×6,6 м допускають одночасне зберігання і технічне обслуговування до 30 літальних апаратів. Збільшені розміри підйомників (18,9×9,9 та 18,9×8,6). Площа паркувальної зони збільшена до 2400 м². Приймати на борт авіаносець зможе літаки масою до 25 тонн, серед них МіГ-29К, С-54/55/56, Rafale-M, F/A-18. Також до авіакрила авіаносця входитимуть вертольоти Ка-28 і Ка-31, можливо базування індійських гелікоптерів HAL Dhruv і російських Ка-60 (Ка-62) «Касатка».

### Недоліки
Після переобладнання терміни передачі корабля індійський стороні постійно переносилися. Під час випробувань на судні вийшли з ладу котельні агрегати, проблеми були виявлені також з літаками та резервними двигунами літаків.